# Sant Pere, Santa Caterina i la Ribera
Sant Pere, Santa Caterina i la Ribera és un barri administratiu del districte de Ciutat Vella de Barcelona, que l'any 2017 tenia 22.296 habitants. Es troba dins del perímetre de l'antiga muralla medieval i moderna de Barcelona i limita al nord amb el passeig de Lluís Companys i el Parc de la Ciutadella, al sud amb la Via Laietana, a llevant amb el barri de la Barceloneta i a ponent amb l'Eixample de Barcelona. O sigui, limita amb la Barceloneta, el Gòtic, la Dreta de l'Eixample, el Fort Pienc, i el districte de Sant Martí. Antigament el Rec Comtal travessava el barri.

## Tres antics barris
El barri està format per tres antics barris de la Barcelona vella – la Ribera (antigament Vilanova del Mar), Santa Caterina i Sant Pere. Els dos últims mantenen encara la seva estructura medieval. Per sota es llisten alguns entitats i edificis importants d'aquests antics barris:
- La Ribera
  - La Llotja d'estil gòtic de la qual es conserven el Saló de Contractacions i la Sala dels Cònsols sota la façana neoclàssica del segle xviii. Està situada entre les places d'Antonio López i el Pla de Palau però inicialment estava situada arran de mar.
  - El Fossar de les Moreres.
  - L'Estació de França.
  - El Born, sector de la Ribera al voltant del Passeig del Born:
  - La basílica gòtica de Santa Maria del Mar es va construir com a mostra del poder econòmic dels habitants del nou barri de la Ribera.
  - L'antic Mercat del Born.

- Santa Caterina
  - El nou Mercat de Santa Caterina.
  - El Palau Alòs.

- Sant Pere
  - El Palau de la Música Catalana.
  - El monestir de Sant Pere de les Puel·les.
  - L'edifici del Centre de Cultura de Dones Francesca Bonnemaison, casa senyorial d'estil gòtic català (segle xvi-xvii).